# Franz Hofer (Politiker, 1874)
Franz Hofer (* 24. Oktober 1874 in Wien; † 9. Juli 1933 in Bad Ischl, Oberösterreich) war ein österreichischer Mittelschullehrer und Politiker.

## Leben
Nach der Matura studierte Hofer Theologie und Philosophie in Innsbruck und wurde 1903 zum Doktor der Philosophie promoviert. 1908 legte er die Lehramtsprüfung aus Geographie und Geschichte ab und unterrichtete anschließend an Mittelschulen in Wien und Freistadt. Dort wurde er 1922 Direktor des Gymnasiums. 1930 wurde er zum Landesschulinspektor für das Mittelschulwesen in Oberösterreich ernannt, 1931 erfolgt seine Ernennung zum Hofrat. Unmittelbar nach dem Ersten Weltkrieg machte sich Hofer um die Grenzziehung längs des Flusses Maltsch gegenüber der Tschechoslowakei verdient.
Seit 1925 war er Ehrenmitglied der katholischen Studentenverbindung KÖHV Rugia Wien.

## Politik
Die schulische Tätigkeit Hofers wurde zweimal durch seine politischen Aktivitäten unterbrochen, da er zwischen 1909 und 1915 Abgeordneter in den Salzburger Landtag und von 1925 bis 1930 in den österreichischen Nationalrat entsandt wurde. Im Nationalrat wirkte er in mehreren Ausschüssen, besondere Verdienste erwarb er sich um das Kleinrentnergesetz. Hofer soll mit Abstand der glänzendste Redner der 
Christlichsozialen Oberösterreichs gewesen sein. 1921 wurde ihm der Titel „Bischöflicher Ehrenrat“, 1930 die Ehrenbürgerschaft von Freistadt verliehen.